# Intuitive Machines
Intuitive Machines, Inc. (NASDAQ: LUNR) es una empresa estadounidense que cotiza en bolsa con sede en Houston, Texas. Fue fundada en 2013 por Stephen Altemus, Kam Ghaffarian y Tim Crain.
La compañía ha iniciado un programa para proporcionar acceso logístico a la superficie lunar, alcance de órbita lunar y comunicaciones a distancia al satélite.  Intuitive Machines tiene tres contratos de la NASA, bajo la iniciativa Commercial Lunar Payload Services (CLPS) de la agencia espacial, para enviar cargas útiles a la superficie lunar.
Originalmente fue la compañía privada Intuitive Machines LLC,  pero tras completar una fusión con la empresa de adquisición con fines especiales, Inflection Point Acquisition Corp. , en febrero de 2023, se incorporó al estado de Delaware. 

## Descripción general
Intuitive Machines ha diseñado algunos drones aerotransportados y naves espaciales, incluido el Vehículo de Reentrada Universal (URV), el de aterrizaje lunar Nova-C, y otros sistemas de instrumentos de vuelo.

### Nova-C
En noviembre de 2018, fue seleccionada por la NASA como una de las 9 empresas a las que se les concedió el derecho de pujar en el programa Commercial Lunar Payload Services (CLPS). El  Nova-C Odiseo, fue propuesto en el CLPS de la NASA, como el primer alunizaje de este programa, que se centra en la exploración y el uso de los recursos naturales de la Luna.
El 31 de mayo de 2019, la NASA anunció que había otorgado a Intuitive Machines 77 millones de dólares para construir y lanzar su módulo lunar Nova-C Odiseo. 
El 13 de abril de 2020, Intuitive Machines, con un contrato para llevar instrumentos científicos de la NASA a la Luna en una nave espacial robótica desarrollada de forma privada, dijo que su primera misión lunar comercial apuntaría al aterrizaje cerca de un valle estrecho y profundo llamado Vallis Schröteri .

### Misiones
En abril de 2021 el lugar de aterrizaje se había cambiado a un lugar no especificado entre Mare Serenitatis y Mare Crisium. Intuitive Machines anunció en octubre de 2019 que su primer aterrizaje Nova-C se lanzaría con un cohete de SpaceX, el Falcon 9 . 
La compañía declaró el 13 de abril de 2020 que su primera misión lunar, designada IM-1, estaba programada para lanzarse tan pronto como el 11 de octubre de 2021, en un cohete Falcon 9 desde la plataforma LC-39A en el Kennedy Space Center en Florida.
A partir de mayo de 2022, el IM-1 estaba programado para lanzarse el 22 de diciembre de 2022, pero en noviembre del mismo año se pospuso para marzo de 2023 antes. 
En febrero de 2024, la compañía comenzó su primera misión, donde el Nova-C Odiseo pasaría aproximadamente ocho días viajando hasta a la Luna antes de llegar a la superficie de la misma. Este sería el primer alunizaje desde la misión Apolo 17 en 1972. Se lanzó desde Florida con el cohete Falcon 9 de SpaceX.
El contrato de Intuitive Machines con la NASA está valorado en 77 millones de dólares y cubre el transporte y las operaciones en la Luna de cinco instrumentos científicos de la NASA. Intuitive Machines dijo anteriormente que el lanzamiento del primer módulo de aterrizaje Nova-C estaba programado para julio de 2021. Josh Marshall, portavoz de la empresa, dijo el 15 de abril de 2020 que la misión se retrasó tres meses debido a los impactos de una protesta contra la adjudicación del contrato de la empresa por parte de Deep Space Systems . Deep Space Systems también pujó por los contratos que finalmente ganaron Intuitive Machines y Astrobotic Technology. Después de una revisión, la Oficina de Responsabilidad Gubernamental (GAO) confirmó la selección de Intuitive Machines y Astrobotic Technology por la NASA, lo que permitió que continuara el trabajo en las misiones CLPS.
Tras el lanzamiento de la misión IM-1, las acciones de Intuitive Machines aumentaron un 35% en un día de negociación, llegando a un aumento total del 75% el viernes 16 de febrero. 
Las acciones de Intuitive Machines se hundieron un 32% después de que el módulo de alunizaje Odiseo cayera de costado el 23 de febrero.